# Burgus Szigetmonostor-Horány
Der Burgus Szigetmonostor-Horány ist ein römisches Militärlager, das als spätantiker Ländeburgus zur Überwachung eines Donauübergangs am Ostufer der ungarischen Donauinsel Szentendrei (St. Andrä) am pannonischen Limes (Limes Pannonicus) diente. Der Strom markierte hier in weiten Abschnitten die römische Reichsgrenze. Der Anlage gegenüber, im Barbaricum, lag ein weiterer gesicherter Ländeburgus bei Dunakeszi.

## Lage

Der Limes Pannonicus am Pilisgebirge

Die brückenkopfartige Befestigung liegt in der Gemarkung von Szigetmonostor bei Horány, rund 200 Meter südlich der heutigen Fähre am Ostufer der Donauinsel St. Andrä. Ihr auf der anderen Flussseite gegenüber, im dortigen Ufersaum, befand sich ein weiterer spätantiker Ländeburgus. Von dort aus führte eine Straße zum Kastell von Göd, das etwas tiefer im Barbaricum errichtet worden war. Aus dem Zentralgebiet der spätrömischen Provinz Valeria konnten Truppen über den Ländeburgus Szentendre-Dera und die Donauinsel nach Horány gelangen, um von dort aus den Hauptstrom der Donau zu überqueren.

## Forschungsgeschichte
Bereits der Begründer der wissenschaftlichen Archäologie in Ungarn, Flóris Rómer (1815–1889), war 1860 in Horány und fasste seine Eindrücke in einem Protokoll zusammen. Anschließend findet sich der Platz 1864 in der Ortsnamensammlung von Frigyes Pesty (1823–1889), einem Politiker und Geschichtsschreiber. Er erwähnte die Ruinen, sah sie allerdings als Überreste einer Brücke an. Der Agrarwissenschaftler, Jurist und Heimatgeschichtsschreiber Károly Galgóczy (1823–1916) erkannte 1877 den römerzeitlichen Ursprung der Baulichkeiten; im gleichen Jahr veröffentlichte Rómer den ersten wissenschaftlichen Artikel über die antike Stätte. Ein Jahr später findet sich Horány bereits in einem Werk des Budapester Archäologen und Kunsthistorikers József Hampel (1849–1913). Die Wissenschaft war sich nun einig, dass die römischen Mauern von Horány als Ländeburgus der gegenüberliegenden, ebenfalls 1877 von Rómer ergrabenen römischen Baureste von Dunakeszi anzusehen waren. Der in seiner Freizeit als Hobbyarchäologe tätige Pathologe Lajos Arányi (1812–1887) schrieb den Zerstörungszustand des Burgus Szigetmonostor-Horány dem Eisgeschiebe der winterlichen Donau und dem Steinraub zu. So wurden das Abbruchmaterial des Ländeburgus größtenteils für den Bau der Csárda von Horány verwendet. Auch in den nachfolgenden Jahren fand die Anlage immer wieder Erwähnung in der Literatur.
Anlässlich des Ausbaues der Wasserversorgung auf der Donauinsel Szentendrei, 1930, waren die Ruinen von ihrer endgültigen Zerstörung bedroht. Daher wurden noch in diesem Jahr eine Vermessungszeichnung (Draufsicht und Querschnitt) der Fundstelle angefertigt. 1935 führte Lajos Nagy (1897–1946) eine Ausgrabung durch, im Zuge derer der Burgus angeblich vollständig freigelegt worden sein soll. Der Archäologe Sándor Soproni (1926–1995) sprach in diesem Zusammenhang allerdings von einer „teilweisen“ Ausgrabung. Von dieser Freilegung existiert bisher nur ein kurzer Vorbericht. Laut diesen Aufzeichnungen befasste sich Nagy hauptsächlich mit den Außenmauern. Das Gebäudeinnere wurde nur mit einem Suchgraben in Ost-West-Richtung durchschnitten; das Fundmaterial erst 1977 inventarisiert. Im Fotoarchiv des Ferenzy-Museums in Szentendre wurden auch einige Negative gefunden, auf denen ein damals angefertigtes Rekonstruktionsmodell des Ländeburgus von Horány zu sehen ist. Dieses Modell könnte von Nagy selbst erstellt worden sein. 1995 fanden durch die Budapester Wasserwerke zwischen Rohrbrunnen 46 und 47 Bauarbeiten statt die auch die Fundstelle von Horany miteinbezogen. Die Museumsdirektion des Komitat Pest wurde daher mit einer Notgrabung beauftragt, um die noch erhaltenen Reste nach modernen wissenschaftlichen Gesichtspunkten aufzunehmen. Unter Leitung der Archäologin Éva Maróti wurde zuerst nach den 1935 freigelegten Mauern gesucht. Von der Westmauer war nur mehr ein kleiner Teil erhalten geblieben, der Turm an der Nordwestecke war stark durch den Einbau eines Rohrbrunnens gestört. Der Allgemeinzustand der Befestigungsanlage hatte sich insgesamt seit 1935 stark verschlechtert. Dennoch war es anhand der Grabungsergebnisse von 1995 möglich, den Grundriss genauer bestimmen zu können.
Nach den Grabungen von 1995 wurden die erhaltenen Überreste des Mittelgebäudes und der ansetzenden Flügelmauern restauriert. Sie können heute im Ufersaum und Schwemmbereich der Donau besichtigt werden.

## Baugeschichte

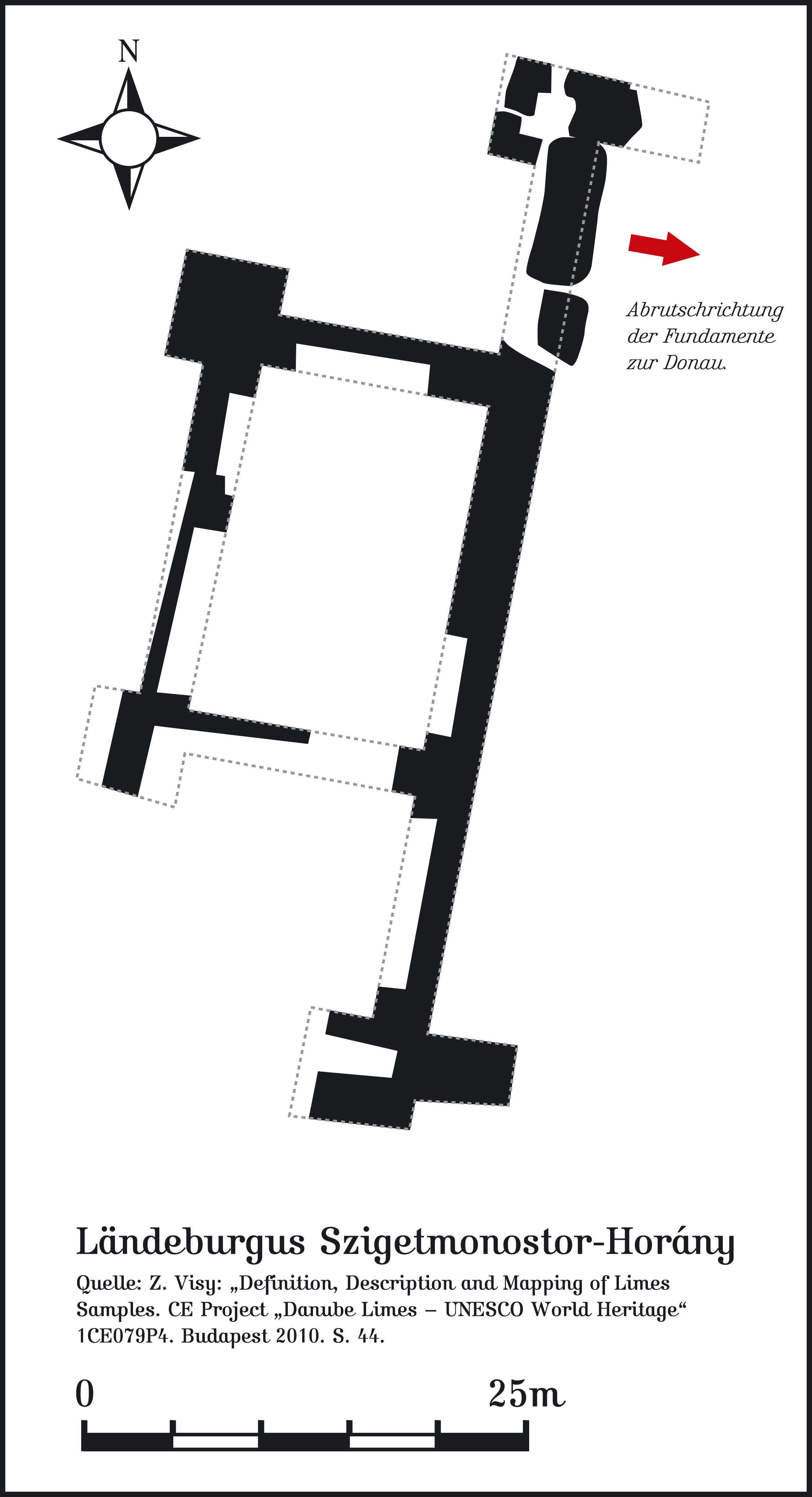
Bauliche Aufnahme der erhaltenen Burgusfundamente

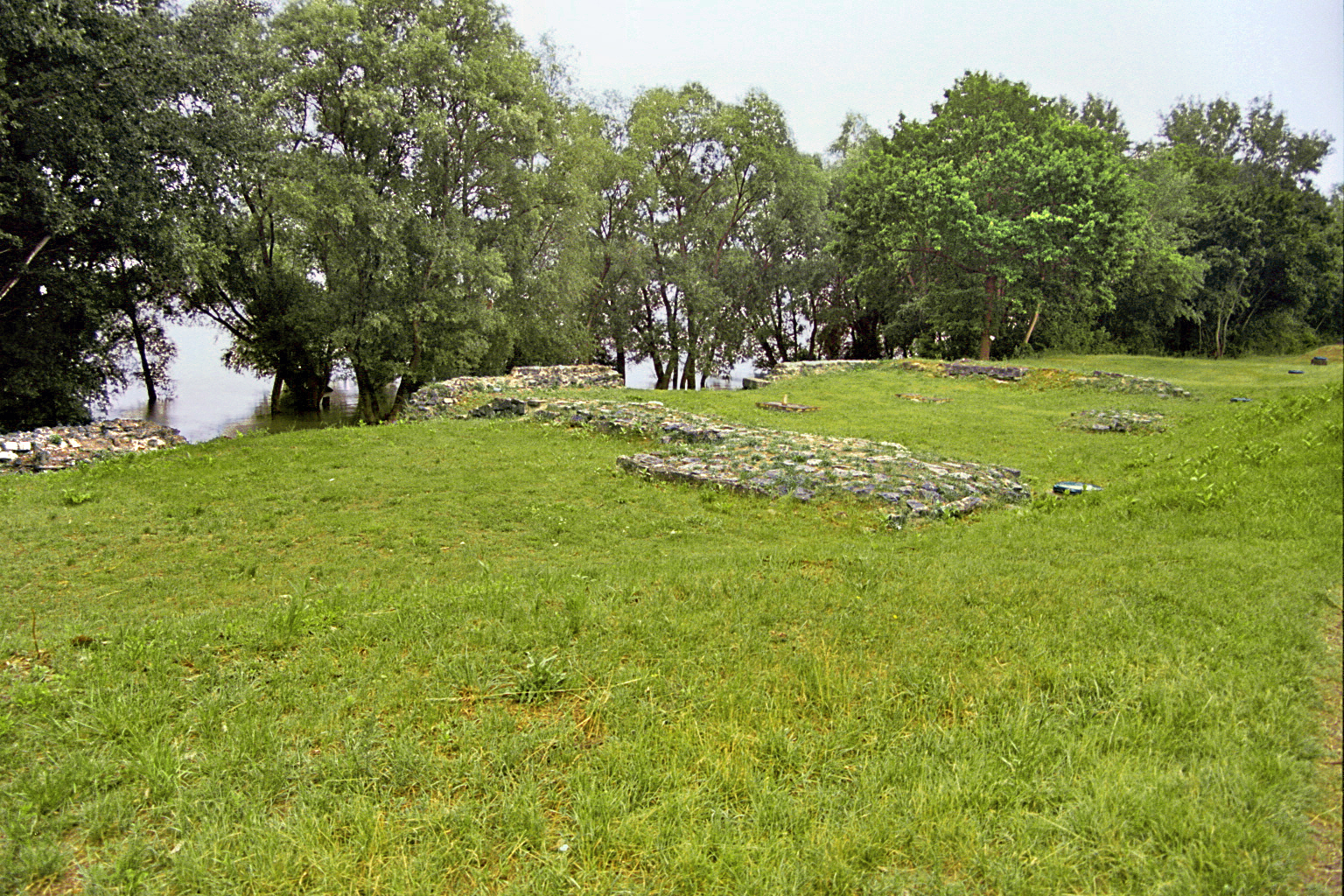
Blick von Nordwesten auf den Zentralbau mit der nördlichen Flügelmauer

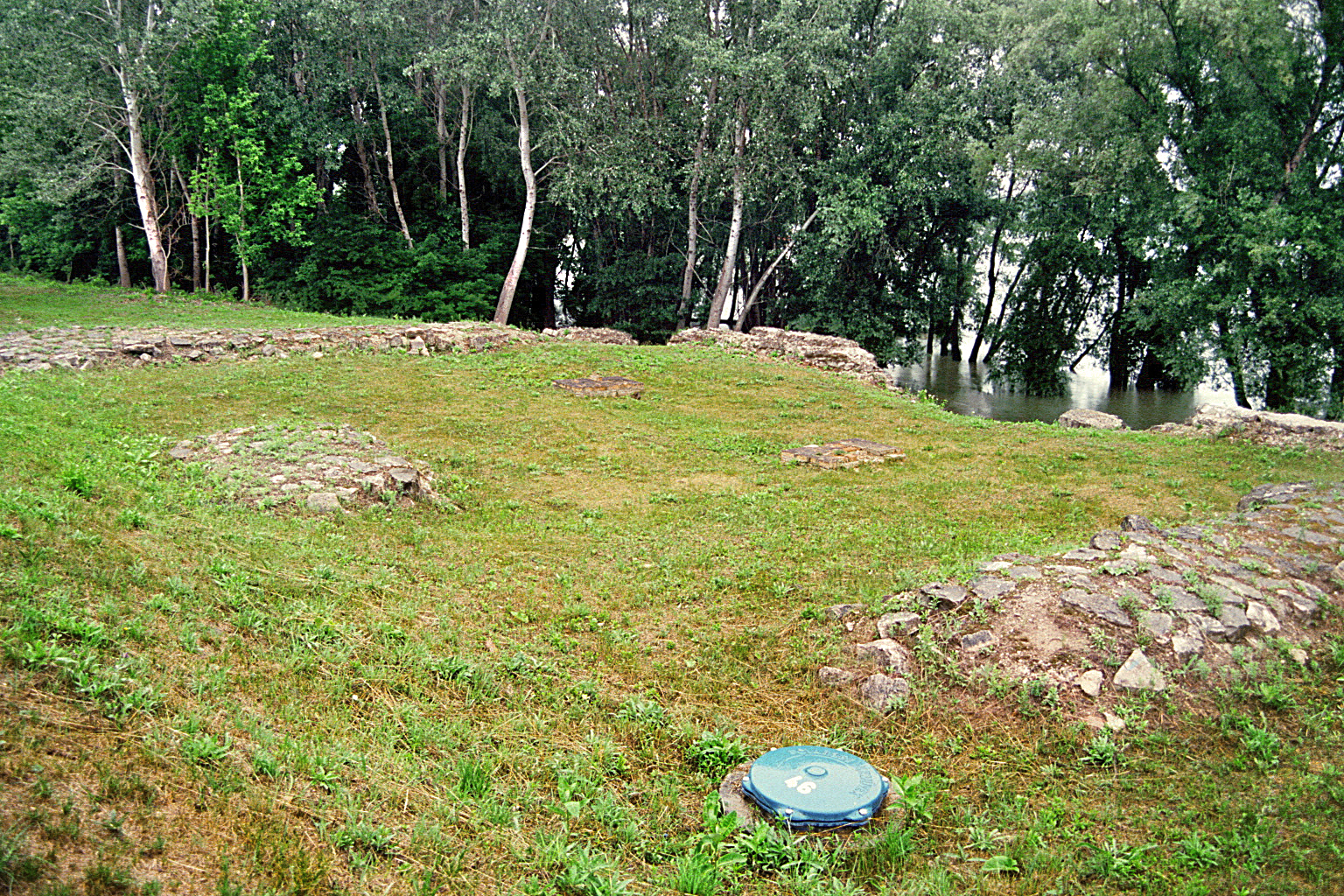
Blick von Südwesten auf den Zentralbau

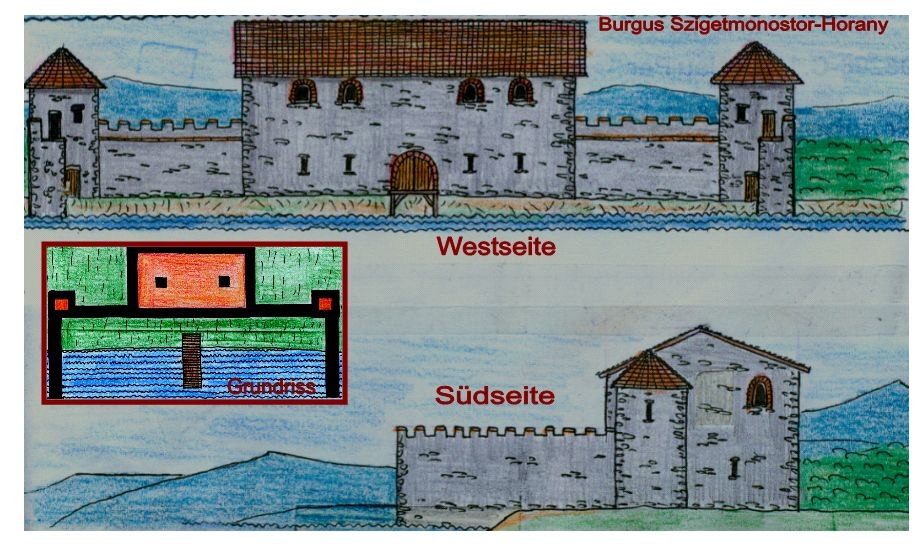
Rekonstruktionsversuch des Burgus von Szigetmonostor-Horany nach einem Modell von Lajos Nagy, 1935

### Zentralbau
Der rechteckige Zentralbau dieser Schiffslände bedeckt eine Gesamtgrundfläche von 22 × 14 Metern, In seinem Inneren verblieb eine Fläche von 17,80 × 12,20 Metern. Der Bau bestand aus behauenen Quadern zwischen denen Ziegel durchgeschossen waren. Die den Innenraum umgebende aufgehende Mauern waren 90 Zentimeter dick und auf einem 215 Zentimeter starken Fundament gegründet. Um mehrere Stockwerke und den schweren Dachstuhl tragen zu können, gehörten zwei massive, rechteckige Pfeiler zur Ausstattung der meisten Zentralbauten in den Ländeburgi. Die Pfeiler waren in der Längsrichtung des Bauwerks hintereinandergesetzt worden und bestanden im Fall von Szigetmonostor-Horány aus Ziegeln. Dem tragenden Zweck entsprechend, gründeten die Pfeiler auf Steinfundamenten die eine Tiefe von 40 bis 60 Zentimetern besaßen. Das auf dem antiken Laufniveau sichtbare Unterteil der Pfeiler bestand aus getreppten Mauerziegeln, die Abmessungen dieser Stufen betrugen 172 × 130, 160 × 110 und 140 × 105 Zentimeter. An der Westseite des nördlichen Pfeilers hafteten noch Reste eines zwei bis drei Zentimeter starken, rosafarbenen Verputzes, außerdem fand sich das winzige rotgefärbte Fragment einer Wandbemalung. Aus dem Schutt des Daches konnten viele Tegula- und Imbrexstücke geborgen werden, die mit Ziegelstempeln des Zenturios Iovinus versehen waren.
Zwischen der Nord- und Innenmauer blieben Reste eines Ofens erhalten, dessen Boden zweireihig mit Later- und Tegulaziegeln ausgelegt worden war. Unter einem rosafarbenen Terrazzoboden wurde ein weiterer Terrazzoboden beobachtet. Zwischen diesen beiden Laufniveaus befand sich Erde und ein Tegulastück mit einem Stempelabdruck des auch aus anderen pannonischen Burgi bekannten Militärtribuns Valentinus. Der jüngere Fußboden gründete auf einem Fundament aus Bruchziegeln, der ältere auf Steinen. Im Südteil des von Norden nach Süden angelegten Sondierungsgrabens wurden Bruchstücke einer gelblichen Keramik mit abgetropfter Glasur, Fragmente eines rotwandigen Kruges sowie eine Spinnwirtel geborgen. Unter dem älteren Terrazzoboden wurden in drei Ecken mit Tegula eingefasste Nischen entdeckt. Eine davon könnte als Doppelnische gedeutet werden. Die Tegula waren mit Stempeln des Zenturios Iovinus versehen. Untersuchungen ergaben, dass diese Nischen vor der Fußbodenverlegung errichtet worden waren. Der wichtigste Fund war hier ein stark beschädigter, 9,4 Zentimeter hoher Schildbuckel mit einem Durchmesser von 15,9 Zentimetern. Der Form nach kegelförmig, dürfte er barbarischen Ursprungs sein. Solche Schildbuckel finden sich oft in römischen Burgi und Kastellen (z. B. Verőcemaros-Dunamező, Pilismarót-Fährstation, Visegrád–Gizellamajor und Dunakömlőd oder Őcsény-Szigetpuszta), meist allerdings in Abfallgruben oder Schuttschichten. In Horány war er in einer sorgfältig gemauerten Nische unter dem Fußboden abgelegt. Nach Meinung von Éva Maróti handelt es sich hier um den Bestandteil eines Bauopfers.
In weiterer Folge erkannten die Ausgräber einen abgetrennten Raum innerhalb des Zentralbaues. An der Innenseite seiner Südwand war noch die stark beschädigte Mantelmauer erhalten. Die Wände des Innenraums wurden in der Mitte der Südwand aus Stein, um den Eingang aus Ziegeln aufgemauert. An einem Mauersockel fand sich in einer schwarzen Trümmerschicht das Bruchstück einer grautonigen, spätantiken Schüssel mit S-Profil.
Rund fünf bis zehn Zentimeter unter der erhaltenen Mauerkrone wurde eine große Anzahl von sieben bis neun Zentimeter großer runder Löcher entdeckt, die in einer Entfernung von 90 bis 100 Zentimeter zueinander die ganze Mauerstärke durchbrachen. Nagy war der Meinung, dass diese Löcher entweder zur Fixierung des Baugerüstes oder zur Feindbeobachtung konzipiert worden waren. Nach Vitruvius dienten solche Durchbrüche hingegen der Einsetzung von angekohlten Holzbalken, welche die Außenverkleidungen der Gußbetonmauer (Opus caementitium) besser und stabiler miteinander verbinden sollten. Einige solcher Löcher wurden auch an der Ostmauer und am nördlichen Eckturm beobachtet.

### Flügelmauern, Türme und Ländebereich

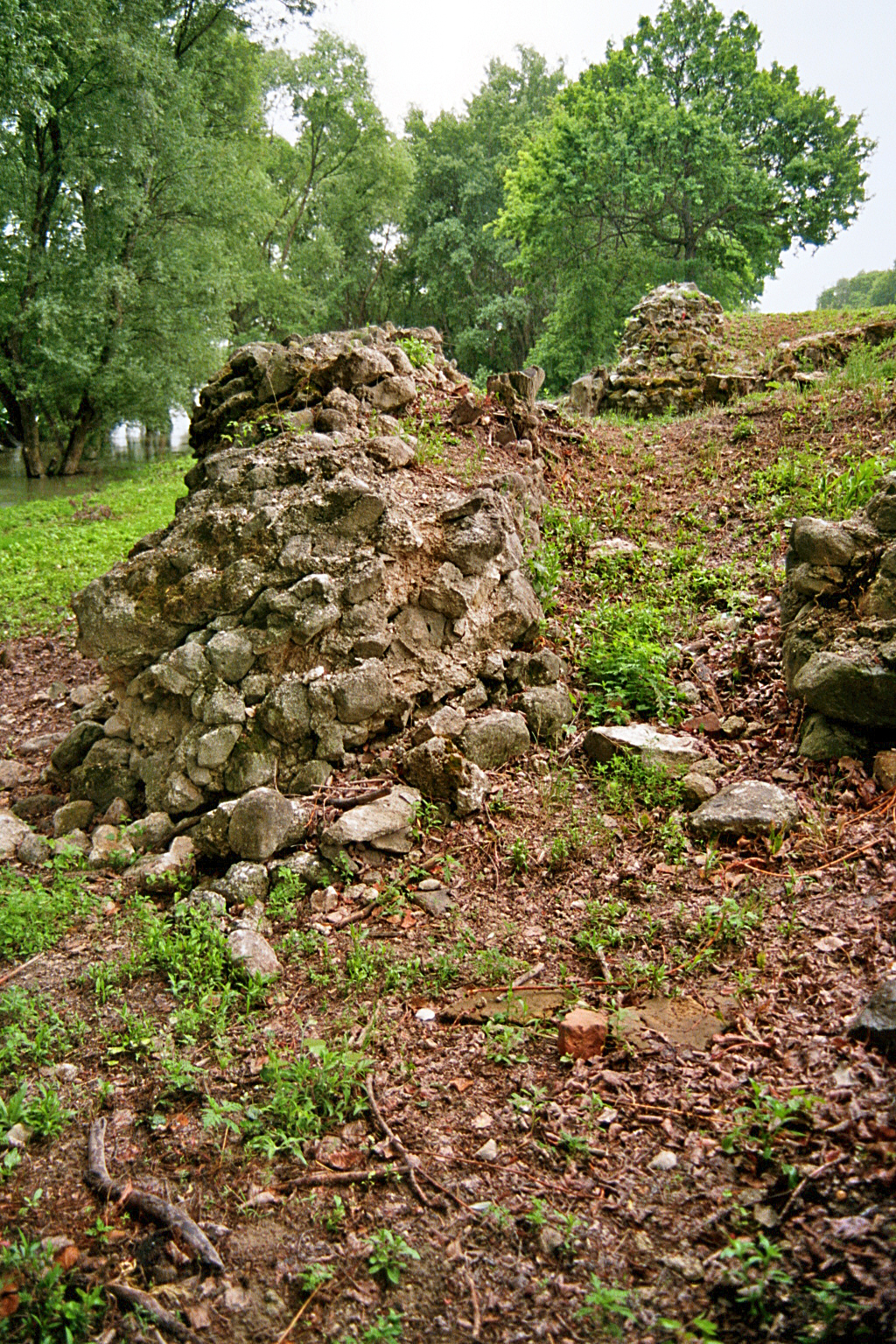
In die Donau abkippende nördliche Flügelmauer

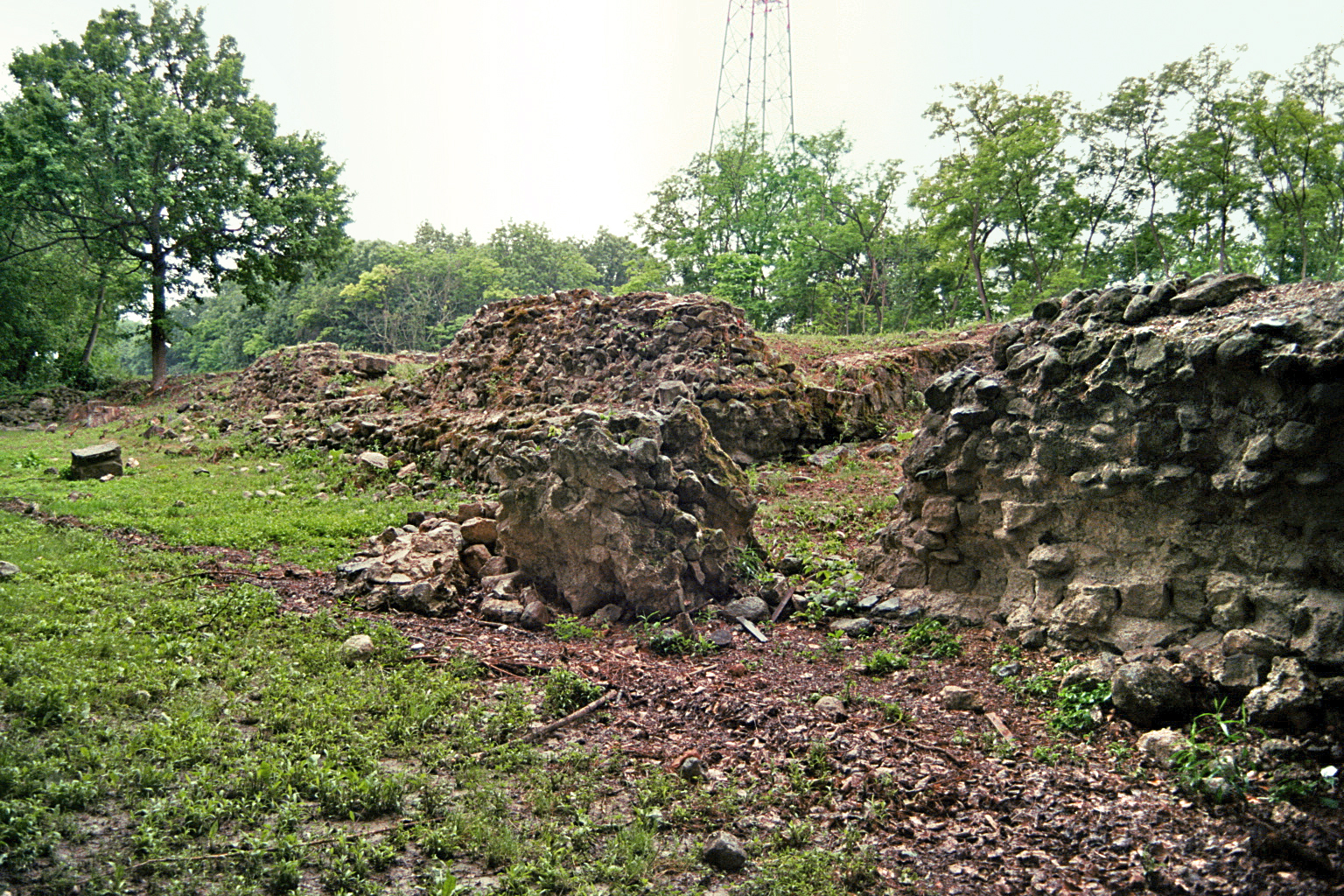
Blick von der nördlichen Flügelmauer zum Zentralturm. Ganz links ist eine Spolie im Uferschlamm versackt.

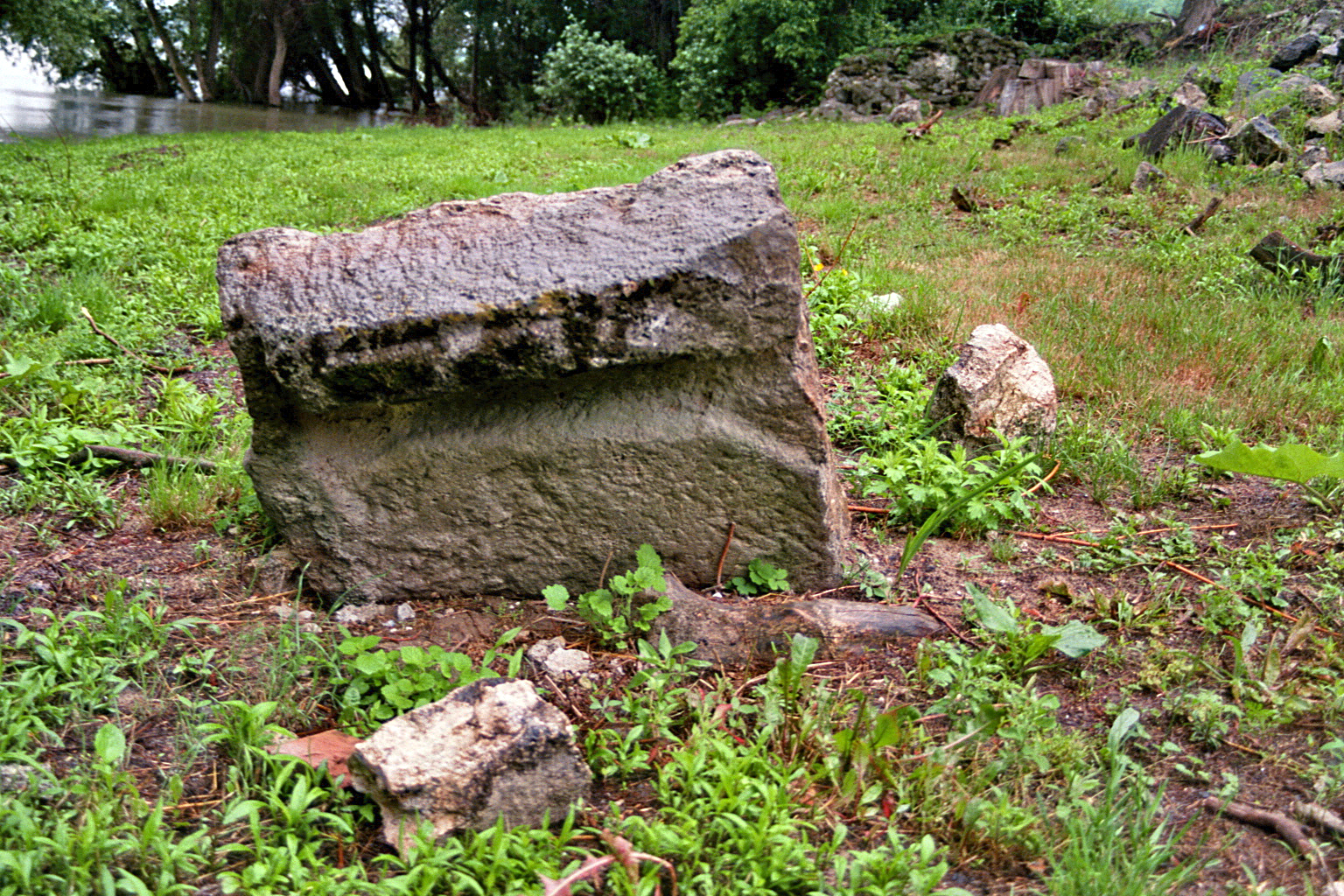
Im Uferschlamm sitzende Spolie mit vom Fluss aus dem Bauwerk herausgerissenen Gesteinstrümmern und Ziegelresten

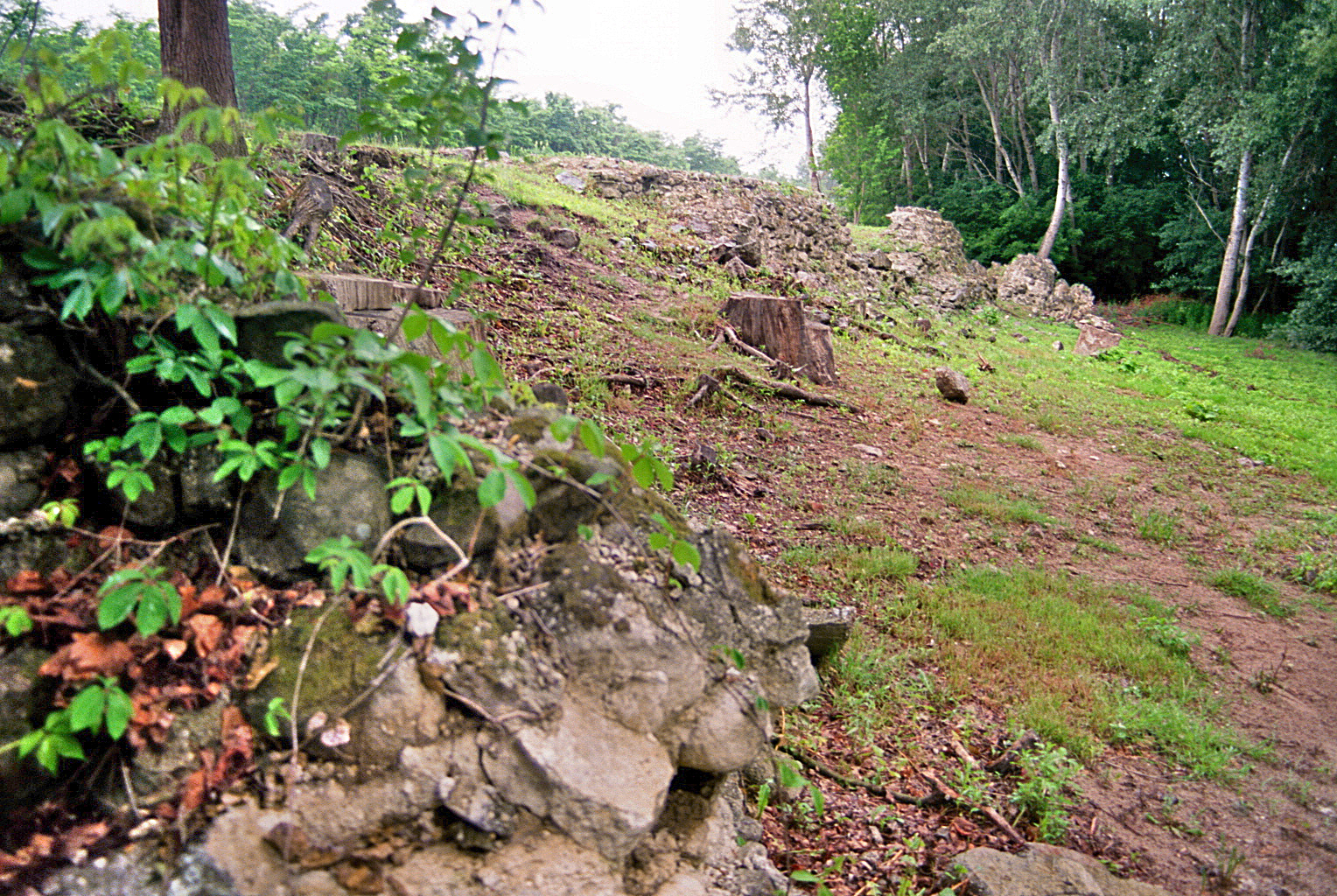
Blick vom südlichen Eckturm auf das Kernwerk

Nördlich und südlich ist je eine 14 bzw. 16 Meter lange Wehrmauer an die Uferfront dieses Baues gesetzt worden, die jeweils parallel zum Donauufer lief und an deren äußerem Ende je ein kleinerer 4 × 4 Meter umfassender Turm stand. Am südlichen Seitenturm ließ sich ein kleines Ausfalltor erkennen. Der nördliche Eckturm wurde etwas später als das Zentralgebäude errichtet. Er bestand aus behauenen Quadern, kleineren Bruchsteinen mit dazwischen eingearbeiteten Ziegeln. Es wurde 1935 festgestellt, dass diese Wehrmauer zeitgleich mit dem als Wohn- und Wehrturm konzipierten Zentralbau errichtet worden war und an ihrer Nordwestecke durch einen Pfeiler verstärkt wurde, der keine baulich eingearbeitete Verbindung mit der Gebäudemauer besaß. Im rechten Winkel zu diesen Wehrmauern ging von den beiden Türmen je eine weitere Mauer direkt in den Ufersaum des Flusses. Diese Flügelmauern hatte der Strom bei ihrer Auffindung bereits größtenteils zerstört. Der zur Donau hin offene Baukörper besaß im Innenbereich, zwischen den Flügelmauern, eine Schotterung aus Geröll und kleineren Bruchsteinen, die in heißen Kalk gebettet worden waren. Dieser Innenbereich wurde durch eine schmale, von Westen nach Osten verlaufende Mauer unterteilt. Wie die Bestandsaufnahme von 1935 dokumentiert, war diese Mauer von schlechter Qualität und könnte der Überrest einer Baracke sein. Im Inneren der möglichen Baracke lag eine rund einen Meter dicke Sandaufschüttung, die sich wohl im Laufe der Zeit durch Überschwemmungen angehäuft hatte. Unter dem Sand fand sich eine 30 Zentimeter starke Tegulaschicht, wahrscheinlich die Überreste des Daches, darunter stieß Nagy auf den Fußboden.
Nur spärliche archäologische Angaben liegen über den donauseitigen Ausbau der Ländeburgi vor, da die über eineinhalb Jahrtausende wirkende Erosion durch den Fluss fast alle Spuren beseitigt hat. Lange Zeit glaubte die wissenschaftliche Forschung, dass das von Wehrmauern umschlossene Geviert der befestigten Schiffsanlegeplätze zur Donau hin geöffnet war. Anhand von alten Überlieferungen und Zeichnungen konnte dieses Vorstellung korrigiert werden. So zeigt sich heute das Bild einer Anlage, die auch flussseitig geschlossen war und dort nur einen speziellen Eingang oder eine größere Öffnung besessen hat. Möglicherweise, um Schiffe vor feindlichen Angriffen gesichert an Land zu ziehen, wie dies der Altphilologe Wilhelm Schleiermacher (1904–1977) annahm.
Die Anlage von Horány ist bautechnisch mit den Ländeburgi von Verőce und Tahitótfalu-Balhavár verwandt. Insbesondere beim Ansatz der Flügelmauern an das Hauptgebäude weichen die Anlagen jedoch voneinander ab. So sind diese Mauern in Verőce und Balhavár mittig an die Flanken gesetzt, während die Flügel von Horány, ähnlich wie beim Burgus Szentendre-Dera, an die dem Flussufer zugewandte Mauer des Zentralbaus anschließen. Während der Archäologe András Mócsy die Erbauung der Anlage in die Zeit des Kaisers Diokletian (284–305) stellte, plädierte der Limesforscher Sándor Soproni für eine Errichtung unter Constantius II. (337–361). Nach Sopronis Auffassung würden die aufgefundenen Ziegelstempel aus valentinianischer Zeit (364–375) lediglich auf eine Reparatur oder einen Umbau schließen lassen. Das Ziegelstempelmaterial und die Nachgrabung von 1995 legen indes eine Erbauung unter Valentinian I. nahe. Für ältere Datierungen gibt es keine wissenschaftlich verwertbaren Zeugnisse.

## Funde

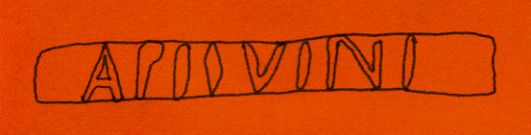
Ziegelstempel des Valentinus

Das Fundgebiet zeichnet sich durch viele Ziegelstempel aus, die für eine genauere Datierung wichtig sind. Bereits Flóris Rómer erwähnt 1877 einen von ihm gefundenen Stempel des Lupicinus tribunus (LVPICINI TRB) aus Hórany, den er in das damalige Naturwissenschaftliche Museum nach Budapest brachte. In das Ungarische Nationalmuseum Budapest gelangte später noch ein Bruchstück mit dem Aufdruck AP V(ALENTIN)I das jedoch wieder verloren ging. Laszlo Nagy zählte 1935 neben anderen Namensnennungen auch das ihm damals offensichtlich bekannte Fragmente mit dem Amtstitel dux auf ([...] DVX) und den Stempel des Zenturios Iovinus (AP IOVINI) auf. Aus seinem eigenen Fundgut ist jedoch keine Ziegelstempel erhalten geblieben. Dahingegen wurde Sándor Soproni während einer Geländebegehung 1953 mit dem Stempelrest AP I[OVINI] fündig. Er wies auch auf den hier entdeckten Ortsnamenstempel VINCENTIA hin. Weitere Stempel stammen von dem Tribun Valentinus (AP VALEN, [AP VA]LENTINI TRI, AP VALENTINI) und dem Frigeridus dux (FRIGERIDVS VP DVX). Frigeridus, der Tribun Valentinus und der genannte Zenturio Iovinus waren zeitgleich tätig. Frigeridus, den die Abkürzung VP als Vir perfectissimus, eine ritterliche Rangbezeichnung, kennzeichnet, erhielt offenbar im Jahr 371 den Oberbefehl über die Provinzarmee (Dux Valeriae ripensis) und blieb bis 373 n. Chr. in dieser Stellung verantwortlich. Das Jahr der Amtsübernahme durch Frigeridus in der Provinz legen unter anderem Funde von Wachtürmen zwischen Visegrád-Gizellamajor und Kastell Visegrád–Sibrik nahe. Der Zenturio Iovinus sowie der Tribun Valentinus waren zeitgleich mit Frigeridus aktiv. Die Zeit des Tribuns Lupicinus wird in das Zeitfenster von nach 368 bzw. vor 377 n. Chr. gelegt.
Außer den Stempeln fand Nagy während seiner Grabungen von 1935 lediglich Keramikscherben.

## Fundverbleib
Das Fundmaterial aus der Grabung von 1935 wurde 1953 aus dem Archäologischen Institut des Historischen Museums Budapest (BTM) in das Ferency-Karoly-Museum nach Szentendre umgelagert.

## Denkmalschutz
Die Denkmäler Ungarns sind nach dem Gesetz Nr. LXIV aus dem Jahr 2001 durch den Eintrag in das Denkmalregister unter Schutz gestellt. Der Burgus Szigetmonostor-Horány sowie alle anderen Limesanlagen gehören als archäologische Fundstätten nach § 3.1 zum national wertvollen Kulturgut. Alle Funde sind nach § 2.1 Staatseigentum, egal an welcher Stelle der Fundort liegt. Verstöße gegen die Ausfuhrregelungen gelten als Straftat bzw. Verbrechen und werden mit Freiheitsentzug von bis zu drei Jahren bestraft.